# Калъчково
 Тази статия е за селото в Северна Македония.  За селото в България вижте Доктор Йосифово.  
Калъчково (на македонска литературна норма: Јосифово) е село в Община Валандово, Северна Македония.

## География
Селото е разположено в областта Боймия недалеч от левия бряг на река Вардар.

## История
В края на XIX век Калъчково е турско село в Дойранска каза на Османската империя. В „Етнография на вилаетите Адрианопол, Монастир и Салоника“, издадена в Константинопол в 1878 година и отразяваща статистиката на населението от 1873 година, Калуцково (Caloutzcovo) е посочено като селище със 170 домакинства, като жителите му са 445 помаци. Според статистиката на Васил Кънчов („Македония. Етнография и статистика“) от 1900 година, Калъчково има 800 жители, всички турци.
Селото попада в Сърбия в 1913 година след Междусъюзническата война. След Първата световна война турското население се изселва и в рамките на държавната политика за колонизиране на Вардарска Македония в Калъчково е създадена сръбска колония, наречена Караджорджевац – на името на сръбската кралска династия. В колонията има около 120 семейства, дошли от всички краища на кралството, но колонистите са разделени на два враждуващи лагера – босненски и сръбско-черногорски.
В 1931 година пострадва силно от Валандовското земетресение и е посетено лично от краля на Югославия Александър I Караджорджевич. След земетресението е изградена църквата „Успение Богородично“.
В 1941 година при частичното освобождение на Вардарска Македония от България, името му е сменено на Крумово по името на българския хан Крум. След като попада в комунистическа Югославия в 1944 година, носи новото име Йосифово по името на комунистическия партизанин от Гевгели Йосиф Йосифовски.
В 2014 година Горната махала на селото е отделена като самостоятелно селище.
Преброявания
- 1994 – 1716
- 2002 – 1730[7]

## Личности
Починали в Калъчково
- Борис поп Димитров (1915 – 1944), югославски партизанин, Струмишки партизански отряд[8]
- Боро Сичтуров (1921 – 1944), югославски партизанин, Струмишки партизански отряд[8]
- Коста Бозов (1924 – 1944), югославски партизанин, Струмишки партизански отряд[9]
- Славчо Трайков (1921 – 1944), югославски партизанин, Струмишки партизански отряд[8]